# Maris de Calcedônia
Maris de Calcedônia, também Magno ou Mário, foi um influente bispo ariano de Calcedônia e que teve papel importante na teologia de seu tempo. Fora ele um dos sustentáculos do arianismo antes do Concílio Ecumênico de Niceia.

## Vida e obras
Maris participou da organização do sínodo da Igreja de Alexandria, realizado em 320, na província vizinha de Mareotis ou Mariut. Este sínodo ou Concílio regional foi convocado pelo bispo Alexandre de Alexandria. Estiveram presentes 36 presbíteros e 44 diáconos e onde se concluiu pela condenação do Arianismo. Em Niceia, além de Eusébio de Nicomédia, foi ele, seguido por Teógnis de Niceia, Ursácio de Singiduno e Valente de Mursa, o grupo teológico de apoio e defesa às ideias de Ário (também presente no Concílio). Maris, fora um dos sub-escritores de Niceia, depois prestou sua colaboração ao Concílio de Tiro, 335. Neste mesmo ano, participação da comissão contra Atanásio, enviada a Constantinopla. Escreveu várias cartas ao pontífice romano Júlio I, contra Atanásio. Fez parte do Concílio de Antioquia em 341. No ano seguinte apoiou a nomeação de Macedônio I (342-346), ao patriarcado de Constantinopla. Ainda em 342, fez parte da comissão formada por 4 bispos, enviada por Constâncio II a Constante I para tratarem da convocação do Concílio de Sárdica (Sofia). A proposta inicial deste Concílio havia partido de Júlio I e de Constante. O Concílio de Sárdica aconteceu em 342/343, embora o nome de Maris não figure nos registros, é tido como certo que ele tenha participado. Outro fato que corrobora é que os prelados Arianos estando já em Sárdica, quando souberam da presença do bispo Atanásio, recusaram-se a participar do Concílio e se foram para organizar o Concílio de Filipópolis, em 343 ou 344, na cidade de mesmo nome e onde anatematizaram o conteúdo de Sárdica e excomungaram ao pontífice Júlio I, Atanásio e os demais presentes. Mesmo assim, embora se assegure como certo, não consta o nome de Maris nos registros deste Concílio.
Em 359 defendeu a doutrina do ariano Eunômio de Cízico contra Basílio de Cesareia, neste mesmo ano participa no Concílio de Rimini e em 360 do Concílio de Constantinopla. Em 362, já com a idade avançada e quase cego, se entrevista com o Imperador Juliano, o Apóstata, ao qual repreendeu com severidade e, quando este lhe diz, em relação à sua visão: “Seu Deus nunca o curará”, Maris contesta: “Sou grato a deus que me tenha roubado a visão e assim privou-me de ver tamanha impiedade”. Mesmo com condições precárias de saúde ele participa do Concílio de Antioquia em 363, e, segundo fontes históricas, do I Concílio de Constantinopla em 381.

## A Escola de Antioquia
Contrapondo-se à Escola Catequética de Alexandria e de Cesareia, os escritores da escola de Antioquia não adotaram o modo alegórico em sua dialética. A conotação de sua base textual continha a característica e um sentido basicamente literal, preliminar ou histórico. Além de Luciano de Antioquia[a], Eusébio de Nicomédia e Maris de Calcedônia, se pode enfileirar outros grandes escritores dessa escola, como: Eudóxio, Teógnis de Niceia, Astério de Petra, Ário, Diodoro de Tarso, Teodoro de Mopsuéstia e João Crisóstomo.